# Lukoshi (Chongwe)
Lukoshi è un ward dello Zambia, parte della Provincia di Lusaka e del Distretto di Chongwe.